# NGC 1439
NGC 1439 is een elliptisch sterrenstelsel in het sterrenbeeld Eridanus. Het hemelobject werd op 9 december 1784 ontdekt door de Duits-Britse astronoom William Herschel.

## Synoniemen
- PGC 13738
- ESO 549-9
- MCG -4-9-56